# Liga Interclubes de Fútbol Soccer Amateur

Logo der LIFSA

Die Liga Interclubes de Fútbol Soccer Amateur, A.C. (kurz LIFSA) ist eine Fußball-Amateurliga im Großraum von Mexiko-Stadt und die wichtigste neben der 1954 gegründeten Liga Española de Fútbol de México.

## Struktur
Obwohl es sich um eine organisierte Liga mit offiziellem Status handelt, ist sie kein herkömmlicher Unterbau von Profi- bzw. Halbprofiligen, wie zum Beispiel in den europäischen Fußballligastrukturen üblich. Bei der als fünftklassig anzusehenden LIFSA, die somit im Rang mit der deutschen Fußball-Oberliga gleichzusetzen ist, handelt es sich um eine Freizeitliga, deren Sieger kein Aufstiegsrecht in die vierte Liga genießt. Gleichzeitig wird ein solches von den Teilnehmern, die sich als reine Amateure verstehen, auch nicht angestrebt.

## Geschichte
Die LIFA wurde am 28. März 1948 ins Leben gerufen. Maßgeblich an ihrer Gründung beteiligt war der Reforma Athletic Club (RAC) in Zusammenarbeit mit dem Centro Deportivo Chapultepec. Die beiden Vereine waren einst räumliche Nachbarn auf einem Gelände am Rande des Bosque de Chapultepec, nur wenige Hundert Meter vom Paseo de la Reforma entfernt. Erster Präsident der LIFSA war Raleigh Gibson vom RAC.
Die acht Gründungsmitglieder der LIFSA waren neben dem RAC, in dessen Räumlichkeiten auch die ersten Sitzungen abgehalten wurden, und dem Centro Deportivo Chapultepec die Mannschaften von Canarios, Lusitania, Osos, Tecavá, Tiburones und Titingó. Von diesen Mannschaften nimmt heute nur noch der RAC am Spielbetrieb der LIFSA teil.
Das Eröffnungsturnier wurde im Rahmen eines Blitzturniers am 30. Mai 1948 auf dem Campo Reforma ausgetragen. Erster Sieger war die Mannschaft von Osos, die ihren Titel im Folgejahr verteidigen konnte.
Im Lauf der Jahre entwickelte die LIFSA sich zu einer der wichtigsten Fußball-Amateurligen in der Zona Metropolitana. Traditionsreichster Teilnehmer neben dem RAC war die Mannschaft des Real Club España. Beide Vereine nahmen auch an der Liga Española de Fútbol de México, einer weiteren wichtigen Fußball-Amateurliga des Großraums von Mexiko-Stadt, teil.
Auch eine Reihe von bedeutenden Persönlichkeiten des öffentlichen Lebens in Mexiko haben bereits in der LIFSA mitgewirkt. Darunter finden sich nicht nur zahlreiche spätere bzw. vorherige Fußballprofis (unter anderem Ignacio Basaguren, Joaquín Beltrán, Tomás Boy, Horacio Casarín, Félix Fernández, Alberto García Aspe, Luis García, Rafael García, Carlos Hermosillo, Miguel Herrera, Ricardo Peláez, Rafael Puente, José Antonio Roca, Luis Miguel Salvador und Víctor Vucetich), sondern auch Top-Unternehmer, wie der América-Eigner Emilio Azcárraga Milmo und der Jaguares-Initiator Alejandro Burillo, bis hin zu den Staatspräsidenten Miguel de la Madrid (1982–1988) und Vicente Fox (2000–2006).
Eine besondere Erwähnung verdient außerdem noch die Tatsache, dass in der angegliederten Seniorenliga mit dem über 80-jährigen Enrique Alcocer „El Zacate“ vom RAC der weltweit älteste noch in einer Liga aktive Fußballspieler mitwirkt, der sich somit einen Eintrag im Guinness-Buch der Rekorde gesichert hat.

## Die Siegermannschaften
Mangels anderer Quellen kann nur auf das 1961 publizierte Libro de Oro del Fútbol Mexicano zurückgegriffen werden, dessen Aufzeichnung allerdings bereits im Jahr 1960 endet:
| Spieljahr | Meistermannschaft |
| --------- | ----------------- |
| 1948      | Osos              |
| 1949      | Osos              |
| 1950      | Tecavá            |
| 1951      | Reforma AC        |
| 1952      | Reforma AC        |
| 1953      | Reforma AC        |
| 1954      | Reforma AC        |
| 1955      | Parma             |
| 1956      | Parma             |
| 1957      | Parma             |
| 1958      | Canarios          |
| 1959      | Canarios          |
| 1960      | Canarios          |